# LOCUS 1998-2004 ARB LIVE BEST
『LOCUS 1998-2004 ARB LIVE BEST』（ローカス1998-2004 ARB ライブ・ベスト）は、2004年7月14日にリリースされた、ロックバンドARBのライブ・アルバム。

## 解説
石橋凌、内藤幸也、EBI、キースがセレクトした活動再開後の1998年から2004年迄に開催された7年間のライブ音源を収録したライブ・アルバム。2枚組、全29曲収録。40ページ・モノクロ・ブックレットの歌詞カードを封入。

## 収録曲

### DISC.1
1. ウィスキー&ウォッカ　4:55
2. STANDING ON THE STREET　3:20
3. MC　0:57
4. REAL LIFE　6:00
5. トラブルド・キッズ　4:45
6. TOKYO CITYは風だらけ　3:07
7. Re-born （to be free）　6:34
8. イカレちまったぜ!　2:35
9. MAD WAVE　7:10
10. INFINITELY　6:44
11. スケアクロウ　4:26
12. ユニオン・ロッカー　3:23
13. DO IT! BOY　3:27
14. ラ・ラの女　5:21
15. LOFT23時　6:13

### DISC.2
1. LONESOME RYDER　4:19
2. 反逆のブルースを歌え　4:21
3. RESPECT THE NIGHT　6:36
4. 威風堂々　5:02
5. NEW RED SUN　5:18
6. HARD-BOILED CITY　5:11
7. 野良犬　3:10
8. 共犯者よ　3:01
9. BLACK & RED　4:53
10. まぶしきコノ世　3:19
11. 独立記念日　3:34
12. 涙の河　4:17
13. 戦場のイマジン　5:24
14. KAZA-BANA　3:45
15. TOKYO OUTSIDER　8:02

## 収録会場
- 1998年1月14日：新宿ロフト（DISC.1 / 1〜6）
- 1998年4月17日：赤坂BLITZ（DISC.1 / 7・8）
- 1998年5月16日：大阪厚生年金会館（DISC.1 / 9・10）
- 1998年5月28日：渋谷公会堂（DISC.1 / 11・12）
- 1999年1月24日：日本武道館（DISC.1 / 13・14）
- 1999年10月22日：東京国際フォーラム（DISC.1 / 15，DISC.2 / 1・2）
- 2001年7月14日：日比谷野外音楽堂（DISC.2 / 3〜6）
- 2004年2月1日：渋谷公会堂（DISC.2 / 7〜15）